# Dammerstock
Dammerstock è un quartiere (Stadtviertel) della città tedesca di Karlsruhe.
Il quartiere, progettato dall'arch. Walter Gropius, è considerato un importante esempio di architettura moderna. La realizzazione (1929) fu preceduta nel 1928 da un concorso di progettazione, a cui parteciparono i maggiori architetti tedeschi dell'epoca.